# 九六式十五糎加農砲
九六式十五糎加農（きゅうろくしきじゅうごせんちかのん）は、1930年代中期に開発・採用された大日本帝国陸軍の加農（カノン砲）。俗称は九六式十五糎加農砲。

## 概要
昭和初期、各国重加農の射程は最大25kmほどになり、これに対抗できる重砲が日本でも必要と判断された。九六式十五糎加農は従来配備されていた八九式十五糎加農のさらに後方に配置され、主として遠距離砲戦を担当するよう構想された砲である。
前身の研究として四五式十五糎加農を改造し、仰角を上げて要塞砲に改修している。ただしこの砲は威力が不十分とみなされたため、昭和7年に新規研究が開始された。内容は以下とされた。
- 自動車で牽引する大威力の重加農であること。
- 四五式十五糎加農よりも運搬、据え付け、組み立てが便利であること。
- 移動砲床を埋め込んで設営する必要がないこと。展開時間を短縮すること。
- 野戦、攻城、海岸要塞のどれにも対応できること。

砲と弾薬車の開発決定は昭和8年4月20日である。昭和9年3月に設計開始、大阪砲兵工廠および日本製鋼所により砲身、二種類の遥架、駐退機などが製造された。また砲床は埋設式ではなく地面に展開して駐鋤を打ち込むものを開発した。試製砲の竣工は遅れたものの、昭和11年8月に完成した。昭和12年1月に運行試験、放列布置試験、弾道性試験を実施。3月には62kmの運行試験を行い、平均速度9.85km/hで移動した。遥架は定後座式が選ばれ、後座長は1mとされた。
昭和13年1月には海岸での射撃試験を行った。10月、内管交換砲身の機能試験。強装薬での砲身命数は300発と見込まれた。昭和15年4月には砲の俯仰を電動化する改修が実施された。10馬力直流200V電動機を砲架後端に搭載し、1分5秒で射角45度の射撃行程を行った。手動では1分55秒を要した。この電動補助は射角20度以内では必要とされなかった。高低照準器に組み込まれた電動水圧制御機は日本製鋼所により製作された。この電動化改修を受けた砲は試製九六式十五糎加農（電動機付）と呼ばれ、高い発射速度が必要な海岸要塞などで運用するものとされた。
製造数について、大阪陸軍造兵廠第一製造所が昭和17年10月末に作成した火砲完成製造数の報告では、31門完成としている。

## 構造

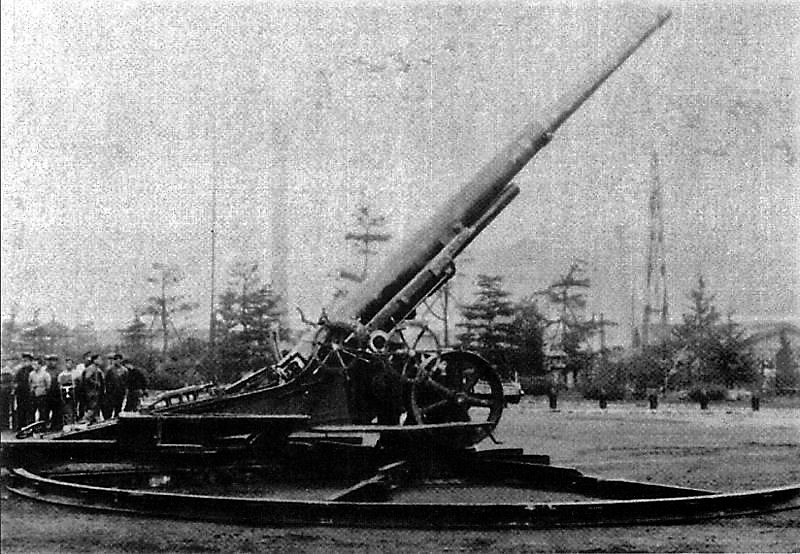
九六式十五糎加農

本砲は口径149.1mmの重加農で、野戦重砲のような機動力はなく、砲床上に固定して運用する。砲身車・砲架車・砲床車の3台に分載された九六式十五糎加農は、放列砲車総重量が24,314kgに達し、九五式十三屯牽引車などによって牽引された。平均時速は約10kmである。
砲床の中央部には匡礎および旋回盤が設けられている。この上に、2個の車輪を装備した閉脚式の砲架、遥架が搭載されている。車軸中央から後方へと約7m伸ばされた砲架は下部で砲床の軌条と接続し、軌条の上を左右へと旋回した。この遥架体の上には52.7口径、砲身長7.86ｍの砲が載せられている。砲は高低照準器により-7°から+45°まで俯仰する。閉鎖機は螺式石綿塞環であり、砲身と閉鎖機の両方に切られた溝を噛み合わせて閉鎖するものである。閉鎖機は右方向へ開かれる。弾薬は分離装薬を用い、砲弾装填後に薬嚢を装填した。装薬量は一号装薬で18.80kgである。電動機および電動水圧制御機を組み込んだ九六式十五糎加農では俯仰が電動補助される。地面に対して水平に据砲した場合、砲床上の砲口から砲架尾までの全長は約12.7mである。砲口から砲尾までの長さは7,860mm、地面から砲口中心までの高さは1,770mmである。閉脚式砲架の上には滑り止めのついた足場がつけられており、作業スペースとなっている。高低照準用のハンドルは砲右側につけられ、方向照準機とハンドルは砲左側につけられている。全周旋回できるよう軌条を設置すれば360度に砲撃が可能であった。
砲弾弾種は以下の通り。強装薬（一号装薬）で発砲すると砲口からのブラストは15mに及んだ。最大射程は26,200m。
- 九六式尖鋭弾、重量50.47kg。初速860m/s
- 九三式尖鋭弾、重量40.20kg。初速907m/s
- 九五式破甲榴弾、重量45.88kg。初速868m/s
- 試製二式曳火榴弾

砲身命数は300発である。砲身内管は命数が来た場合には交換可能だった。内管の交換は、古くなった内管を砲身内部から抜き出し、新しい内管を砲身へ装着する。さらに一発砲弾を砲撃し、内部から内管へ圧力をかける。内管はわずかに砲身外筒よりも小さく作ってあり、砲撃時の圧力によって外筒へ圧拡装着された。このとき内部へ向かって外筒が圧力を残すため、強靭な一体化した砲身となる。これは自緊法と呼ばれ、この技術は日本陸軍がフランスのシュナイダー社からパテントを得たものである。

## 砲の布置および所要時間

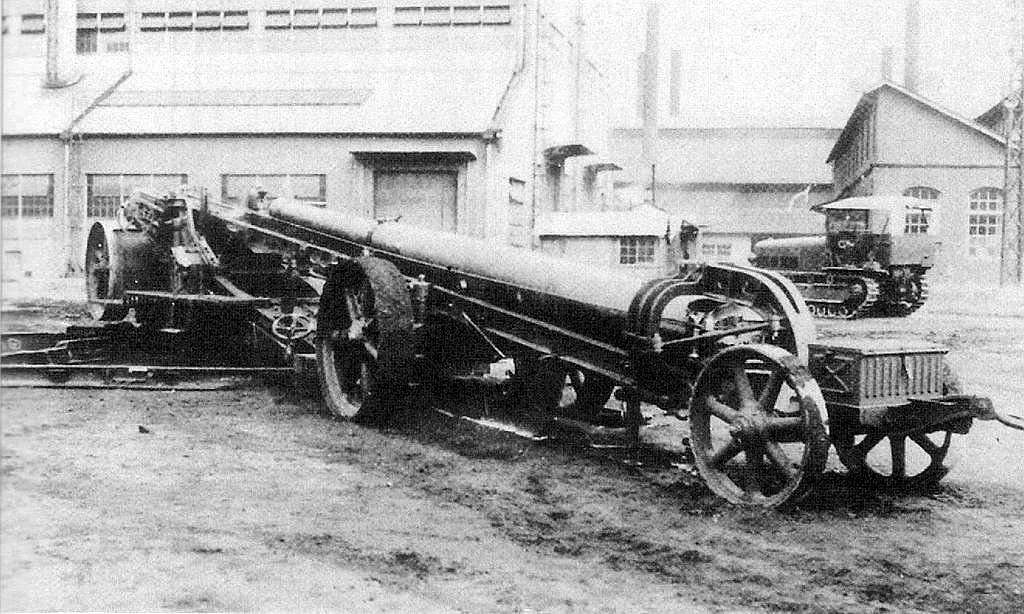
分解搭載された砲身

本砲は長射程を生かした遠距離砲戦用の重加農であり、戦線後方で運用、もしくは要塞砲として用いられた。機動性は低く、敵の攻撃に即応して陣地を転換するなどといった運用法を行う性質の兵器ではない。この砲はまず陣地を作り、砲床を敷き、砲架と砲身を結合し組み立てなければ放列布置の完成に至らなかった。放列布置には約5時間から4時間半が必要だった。以下、必要な作業と時間を記載する。
- 陣地とする地表をならす「均土作業」、46分
- 陣地への砲身車進入、3分
- 陣地への砲架車進入、2分
- 陣地への砲床車進入、10分
- 砲床車から必要な部品を下ろす卸下作業、13分
- 地表への砲床組み立て、48分
- 砲床車離脱、10分
- 砲架車後退準備、10分
- 砲架車後退、7分
- 砲架車離脱、25分（砲架が砲床上に組み立てられる）
- 砲床への軌条の装着、11分
- 砲床修正、9分
- 砲身連結準備、10分
- 遥架砲身軸一致、6分
- 砲身巻き上げ準備、10分
- 砲身巻き上げ、24分（砲架上に砲身が載る）
- 砲身車離脱準備、7分
- 砲身車離脱および射撃準備、20分

以上の作業と時間を経て発砲が可能になる。撤去には2時間がかかった。

## 戦歴
太平洋戦争（大東亜戦争）緒戦のフィリピン攻略戦における、コレヒドール要塞砲撃戦に独立重砲兵第2中隊に所属する2門が参加した。期間は1942年（昭和17年）4月12日から5月7日で、この間にアメリカ陸軍（アメリカ極東陸軍）コレヒドール島要塞の探照灯、指揮所、艦艇、発電所ほか、カバロ島のクレーギル砲台を砲撃した。このクレーギル砲台には157発を砲撃し、他重砲とともに30cm短榴弾砲4門のうち2門を撃破した。さらに16,000m離れたフライレ島には146発を撃ち込み、36cm砲塔加農4門を破壊した。
1943年10月11日には宗谷臨時要塞が、配置されていた4門で宗谷海峡を浮上逃走中の米潜水艦ワフーを砲撃。この結果、重油が漏れて居場所を知られたワフーは艦艇と航空機の攻撃により撃沈された。
また昭和19年夏、本土決戦に備えるため、千島列島の幌筵島と占守島に計4門が配備。占守島の戦いではカムチャッカ半島ロパトカ岬のソ連赤軍130mm加農4門に対し、四嶺山・男体山の吉岡小隊の本砲が対砲兵戦を行っている。
このほか終戦時には要塞砲として壱岐要塞に4門が配置されていた。

## 現存砲
占守島に朽ち果てた状態の本砲が残されている。